# Ursula Patzak
Ursula Patzak (Monaco di Baviera, ...) è una costumista italiana, vincitrice di quattro David di Donatello e tre Ciak d'oro.

## Biografia
Nata in Germania, studia a Bologna e si laurea all'Accademia di belle arti. Agli inizi degli anni novanta diventa collaboratrice del regista Peter Stein al Festival di Salisburgo.
Rientra in Italia e intraprende il lavoro teatrale allestendo i costumi nel 1991 di Tre studi per i demoni di Thierry Salmon, per poi lavorare con Claudio Morganti e Leo De Berardinis.
Nel 2001 conosce Mario Martone di cui diventa sodale nei suoi lavori sia teatrali che cinematografici, con la sua prima esperienza nel 2010 in Noi credevamo.

## Filmografia

### Cinema
- Noi credevamo, regia di Mario Martone (2010)
- Acciaio, regia di Stefano Mordini (2012)
- Un giorno speciale, regia di Francesca Comencini (2012)
- Il giovane favoloso, regia di Mario Martone (2014)
- Antonia., regia di Ferdinando Cito Filomarino (2015)
- Mai visto (Lo nunca visto), regia di Marina Seresesky (2019)
- Il sindaco del rione Sanità, regia di Mario Martone (2019)
- Volevo nascondermi, regia di Giorgio Diritti (2020)
- La vita davanti a sé (The Life Ahead), regia di Edoardo Ponti (2020)
- Qui rido io, regia di Mario Martone (2021)
- Nostalgia, regia di Mario Martone (2022)
- Ti mangio il cuore, regia di Pippo Mezzapesa (2022)
- Lubo, regia di Giorgio Diritti (2023)

### Televisione
- Il conte di Montecristo (The Count of Monte Cristo), regia di Bille August – miniserie TV (2025)

## Premi e riconoscimenti
- David di Donatello
  - 2011 – Miglior costumista per Noi credevamo[1]
  - 2015 – Miglior costumista per Il giovane favoloso[2]
  - 2019 – Miglior costumista per Capri-Revolution[3]
  - 2021 – Candidatura al miglior costumista per Volevo nascondermi
  - 2022 – Miglior costumista per Qui rido io

- Ciak d'oro
  - 2011 – Migliori costumi per Noi credevamo[4]
  - 2015 – Migliori costumi per Il giovane favoloso[5]
  - 2021 – Migliori costumi per Qui rido io